# William Atherton

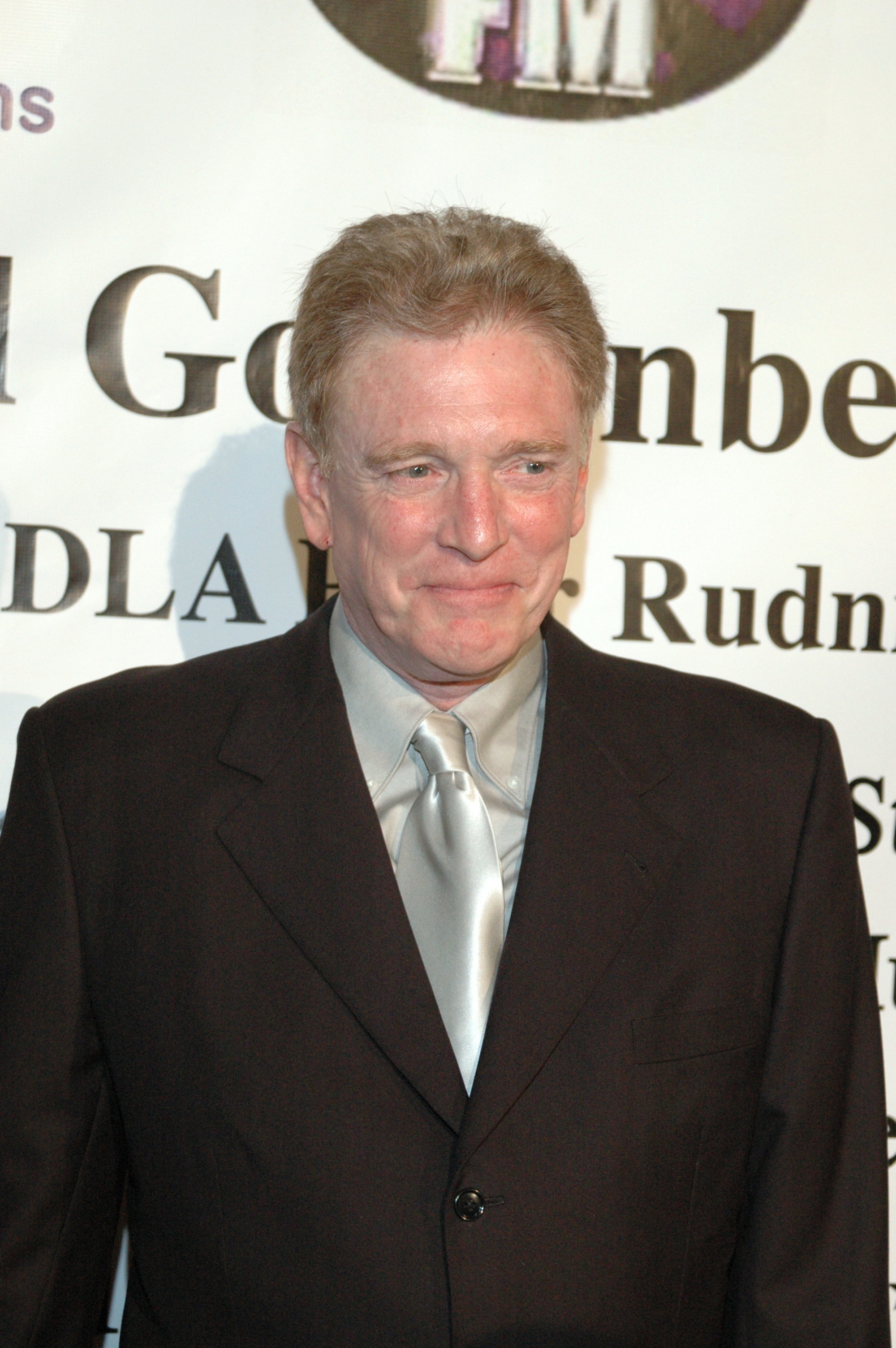
William Atherton (2009)

William Atherton (* 30. Juli 1947 in Orange, Connecticut) ist ein US-amerikanischer Schauspieler.

## Leben
William Atherton studierte Schauspiel am Pasadena Playhouse und an der Carnegie Mellon University. Nach wenigen Jahren als Theaterschauspieler machte er 1972 in Richard Fleischers Kriminalfilm Polizeirevier Los Angeles-Ost in einer kleinen Nebenrolle sein Filmdebüt. 1974 wurde Atherton durch eine erste Hauptrolle in dem Film Sugarland Express von Steven Spielberg bekannt. 1975 war er in Die Hindenburg in der Rolle des Flugzeugmonteurs Karl Boerth zu sehen, der mit Hilfe einer Bombe das Verkehrsluftschiff sprengen will. Im selben Jahr spielte er einen jungen Bühnenmaler in Der Tag der Heuschrecke, einer Verfilmung des gleichnamigen Romans von Nathanael West. 1978 war er als Jim Lloyd in der erfolgreichen Fernseh-Miniserie Colorado Saga zu sehen.
Nach sieben Jahren ohne Kinofilm kehrte Atherton 1984 in der Rolle des unsympathischen EPA-Mitarbeiters Walter Peck in Ghostbusters – Die Geisterjäger auf die Leinwand zurück. Fortan wurde er meist mit der Darstellung von bürokratischen und unterkühlten, manchmal auch schurkenhaften Charakteren betraut. Eine seiner wohl bekanntesten Rollen ist die des egozentrischen Reporters Richard Thornburg in Stirb langsam (1988) sowie der Fortsetzung Stirb langsam 2 (1990). Er trat auch in The Crow III – Tödliche Erlösung aus dem Jahr 2000 auf. Seine Filmografie umfasst zahlreiche Auftritte in den verschiedensten Fernsehserien, wie etwa Monk, Desperate Housewives und The Twilight Zone. Neben seinen Film- und Fernsehauftritten stand Atherton als erfolgreicher Theaterschauspieler auch viele Male am Broadway auf der Bühne.
Seit 1980 ist Atherton mit Bobbi Goldin verheiratet.

## Filmografie (Auswahl)
- 1972: Polizeirevier Los Angeles-Ost (The New Centurions)
- 1974: Sugarland Express
- 1975: Die Hindenburg (The Hindenburg)
- 1975: Der Tag der Heuschrecke (The Day of the Locust)
- 1977: Auf der Suche nach Mr. Goodbar (Looking for Mr. Goodbar)
- 1978: Colorado Saga (Centennial, Fernsehserie, 10 Folgen)
- 1982: Das Zukunftsbaby (Tomorrow's Child, Fernsehfilm)
- 1984: Ghostbusters – Die Geisterjäger (Ghostbusters)
- 1985: Was für ein Genie (Real Genius)
- 1985–1991: Mord ist ihr Hobby (Murder, She Wrote, Fernsehserie, 3 Folgen)
- 1986: Gnadenlos (No Mercy)
- 1988: Stirb langsam (Die Hard)
- 1990: Stirb langsam 2 (Die Hard 2: Die Harder)
- 1990: Buried Alive – Lebendig begraben (Buried Alive, Fernsehfilm)
- 1990: Spuk am Lagerfeuer (Grim Prairie Tales: Hit the Trail… to Terror)
- 1991: Oscar – Vom Regen in die Traufe (Oscar)
- 1993: Die Akte (The Pelican Brief)
- 1994: Dreieck der Sünde (Saints and Sinners)
- 1996: Bud & Doyle: Total bio. Garantiert schädlich (Bio-Dome)
- 1997: Mad City
- 1997: Harlem, N.Y.C. – Der Preis der Macht (Hoodlum)
- 1999: Rising Star (Introducing Dorothy Dandridge)
- 2000: The Crow III – Tödliche Erlösung (The Crow: Salvation)
- 2001: Race to Space – Mission ins Unbekannte (Race to Space)
- 2003: Last Samurai (The Last Samurai)
- 2005: Into the Sun – Im Netz der Yakuza (Into the Sun)
- 2005: Boston Legal (Fernsehserie, Folge 1x13 Dicke Luft)
- 2006: Desperate Housewives (Fernsehserie, 2 Folgen)
- 2006: Stargate – Kommando SG-1 (Stargate SG-1, Fernsehserie, Folge 9x12 Kollateralschaden)
- 2007: Jack Ketchum’s Evil (The Girl Next Door)
- 2008: Monk (Fernsehserie, Folge 7x5 Mr. Monk geht unter)
- 2009: Life (Fernsehserie, 8 Folgen)
- 2010: Lost (Fernsehserie, 1 Folge)
- 2011: Castle (Fernsehserie, Folge 4x03 Kopflos)
- 2012: Workaholics (Fernsehserie, 1 Folge)
- 2014: Jinn
- 2014: Defiance (Fernsehserie, 5 Folgen)
- 2017: Clinical
- 2024: Ghostbusters: Frozen Empire